# Рутенийдиуран
Рутѐнийдиура́н — бинарное неорганическое соединение, интерметаллид
урана и рутения
с формулой RuU2,
кристаллы.

## Получение
- Сплавление стехиометрических количеств чистых веществ:

{\displaystyle {\mathsf {2U+Ru\ {\xrightarrow {937^{o}C}}\ U_{2}Ru}}}

## Физические свойства
Рутенийдиуран образует кристаллы
моноклинной сингонии, пространственная группа P 2/m или P 21/m, параметры ячейки a = 1,31106 нм, b = 0,3343 нм, c = 0,5252 нм, β = 96,16°, Z = 4
.
Соединение образуется по перитектической реакции при температуре 937 °C
(945 °C).